# All for You (Namie Amuro)
"All for You" és el 26è senzill de Namie Amuro baix la discogràfica Avex Trax. Llançat el juliol del 2004, la cançó fou un èxit convertint tres singles consecutius per damunt de les 100,000 còpies venudes. "All for You" va rebre un disc d'or per vendre més de 100.000 còpies, l'Associació de la Indústria de Gravació del Japó ho certificà.

## Llista de pistes
1. "All for You" (Natsumi Watanabe, Ryoki Matsumoto) – 6:00
2. "Butterfly" (Akira) – 4:00
3. "All for You" (instrumental) (Ryoki Matsumoto) – 6:00
4. "Butterfly" (instrumental) (Akira) – 3:58

## Personal
- Namie Amuro – vocals
- Ryoki Matsumoto – chorus
- Jun Abe – keyboard, piano
- Kenji Suzuki – guitar
- Rush by Takashi Katou – Strings

## Producció
- Producers – Ryoki Matsumoto
- Programming – Jun Abe
- Mixing – Junya Endo

## Actuacions en TV
- July 7, 2004 – Music Station
- July 16, 2004 – Pop Jam
- July 16, 2004 – AX Music Factory
- July 27, 2004 – CDTV Special
- August 8, 2004 – MTV Buzz Asia Concert
- September 3, 2004 – Music Station
- September 6, 2004 – Hey! Hey! Hey!
- September 9, 2004 – AX Music Factory

## Charts
Oricon Sales Chart (Japó)
| Release       | Chart                       | Peak position | Sales total | Chart run   |
| ------------- | --------------------------- | ------------- | ----------- | ----------- |
| July 22, 2004 | Oricon Daily Singles Chart  | 4             |             |             |
| July 22, 2004 | Oricon Weekly Singles Chart | 6             | 112,558     | 15 setmanes |
| July 22, 2004 | Oricon Yearly Singles Chart | 86            |             |             |